# Tipologia linguistica
La tipologia linguistica è una branca della linguistica che studia le diverse lingue del mondo alla ricerca di fenomeni strutturali comuni tra le lingue. Essa propone una classificazione delle lingue basata sull'individuazione di caratteristiche strutturali comuni (come il comportamento delle parole o un particolare ordine nello sviluppo delle frasi), e in base a questi risultati classifica le lingue stabilendo la loro appartenenza a uno o più "tipi linguistici".
Questo procedimento comparativo nasce per confrontare tra loro lingue anche appartenenti a ceppi molto diversi, senza prendere in considerazione l'esistenza o meno di una parentela genealogica, ma guardando solo alle strutture morfologiche o sintattiche di ciascuna lingua. Per questo, quello della tipologia linguistica è un approccio diverso da quello della linguistica storica, che invece indaga le lingue  a partire dalle loro relazioni di parentela, filiazione e influenza reciproca, classificandole nelle cosiddette famiglie linguistiche.
Non esiste un'unica tipologia linguistica. A seconda delle strutture oggetto dell'analisi (comportamento delle singole parole, oppure sviluppo e ordine dei sintagmi nelle frasi) si parlerà di volta in volta di tipologia morfologica, tipologia sintattica (o morfosintattica), eccetera. Ciascuna tipologia individua un suo insieme di tipi linguistici.
Lo scopo della linguistica tipologica è quindi quello di classificare le lingue in base alla loro appartenenza o meno a questi "tipi linguistici": in uno schema ideale, ogni lingua si dovrebbe poter classificare determinandone la sua appartenenza a uno o più tipi.

## Tipi linguistici
Si dice che due o più lingue appartengono allo stesso tipo linguistico quando condividono un determinato tratto strutturale (morfologico o sintattico) comune, indipendentemente dal fatto che abbiano o meno rapporti di parentela.
Si potrebbe definire ciascun tipo linguistico come una classe di equivalenza che comprende tutte le lingue che condividono una determinata caratteristica strutturale comune.
La distinzione dei diversi tipi linguistici dipende dal criterio di analisi adottato, cioè da quali strutture vengono prese in esame dalla analisi tipologica.
A seconda di quali sono le strutture linguistiche prese in considerazione dall'analisi tipologica, si distinguono diverse tipologie linguistiche:
- la tipologia morfologica analizza e classifica le lingue in base alla morfologia;
- la tipologia sintattica (o morfosintattica) analizza e classifica le lingue in base alla sintassi.[1]

Ciascuna tipologia linguistica individua un ristretto numero di tipi linguistici in base ai quali classificare le lingue. A seconda del punto di vista si parlerà quindi di tipi morfologici o tipi sintattici (o morfosintattici).

## Tipologia morfologica
La tipologia morfologica indaga il comportamento delle singole parole all'interno della lingua.

## Tipologia sintattica
La tipologia sintattica analizza e classifica le lingue in base all'ordine che assumono le parole nella frase.

### Il posizionamento di Soggetto-Verbo-Oggetto
Una serie di tipi linguistici è determinata dall'ordine del soggetto, del verbo e dell'oggetto all'interno delle frasi:
- Soggetto Verbo Oggetto
- Soggetto Oggetto Verbo
- Verbo Soggetto Oggetto
- Verbo Oggetto Soggetto
- Oggetto Soggetto Verbo
- Oggetto Verbo Soggetto

Solitamente queste denominazioni vengono abbreviate (Soggetto=S, Verbo=V, Oggetto=O).
Alcune lingue dividono i verbi in ausiliario più infinito o participio e collocano il soggetto o l'oggetto in mezzo ad essi. Si comportano in questo modo il tedesco, l'olandese e il gallese. In questi casi la tipologia è basata sui tempi non analitici (ad es. quelle frasi in cui il verbo non è diviso) o sulla posizione dell'ausiliario. Il tedesco così è una lingua SVO/VSO nella maggior parte delle espressioni mentre il gallese è VSO.
Sia tedesco che olandese sono spesso classificate come lingue V2, cioè con il verbo che compare sempre come secondo elemento della frase.
Alcune lingue flessive sono difficili da classificare nel sistema tipologico SVO, perché teoricamente ogni ordine di soggetto  verbo oggetto è possibile e corretto. Tutto quello che è possibile fare con questi linguaggi è individuare quale ordine delle parole è più frequente.

### Allineamento morfosintattico
Un'altra frequente classificazione prevede la distinzione tra lingua ergativo-assolutiva e lingua nominativo-accusativa. In una lingua con i casi, se il soggetto della frase passiva si trova nello stesso caso dell'agente della frase attiva e in un caso diverso dall'oggetto della frase attiva, allora la lingua è nominativo-accusativa; se il soggetto della frase passiva si trova nello stesso caso dell'oggetto della frase attiva e in un caso diverso dall'agente della frase attiva, allora la lingua è ergativo-assolutiva; se la lingua non ha i casi, ma è SVO o OVS, allora la classificazione può essere basata sul fatto se il soggetto di un verbo intransitivo occupa la stessa posizione all'interno della frase del soggetto di un verbo transitivo.
Molte lingue si comportano in modo sia accusativo che ergativo; altre lingue (chiamate "lingue attive") hanno due tipi di verbi intransitivi: alcuni (i "verbi attivi") vogliono il soggetto allo stesso caso dei verbi transitivi, altri (i "verbi stativi") prendono il soggetto con lo stesso caso dell'oggetto dei verbi transitivi. Ancora altre lingue si comportano in modo ergativo solamente in alcuni contesti (il fenomeno è generalmente chiamato split ergativity).